# 8837 London
För andra betydelser, se London (olika betydelser).
8837 London eller 1989 TF4 är en asteroid i huvudbältet som upptäcktes den 7 oktober 1989 av den belgiske astronomen Eric W. Elst vid La Silla-observatoriet. Den är uppkallad efter Storbritanniens huvudstad London.
Asteroiden har en diameter på ungefär 13 kilometer.